# Alpen-Glockenblume
Die Alpen-Glockenblume (Campanula alpina) ist eine Pflanzenart aus der Gattung der Glockenblumen (Campanula) innerhalb der Familie der Glockenblumengewächse (Campanulaceae). Sie gedeiht in europäischen Gebirgen.

## Beschreibung

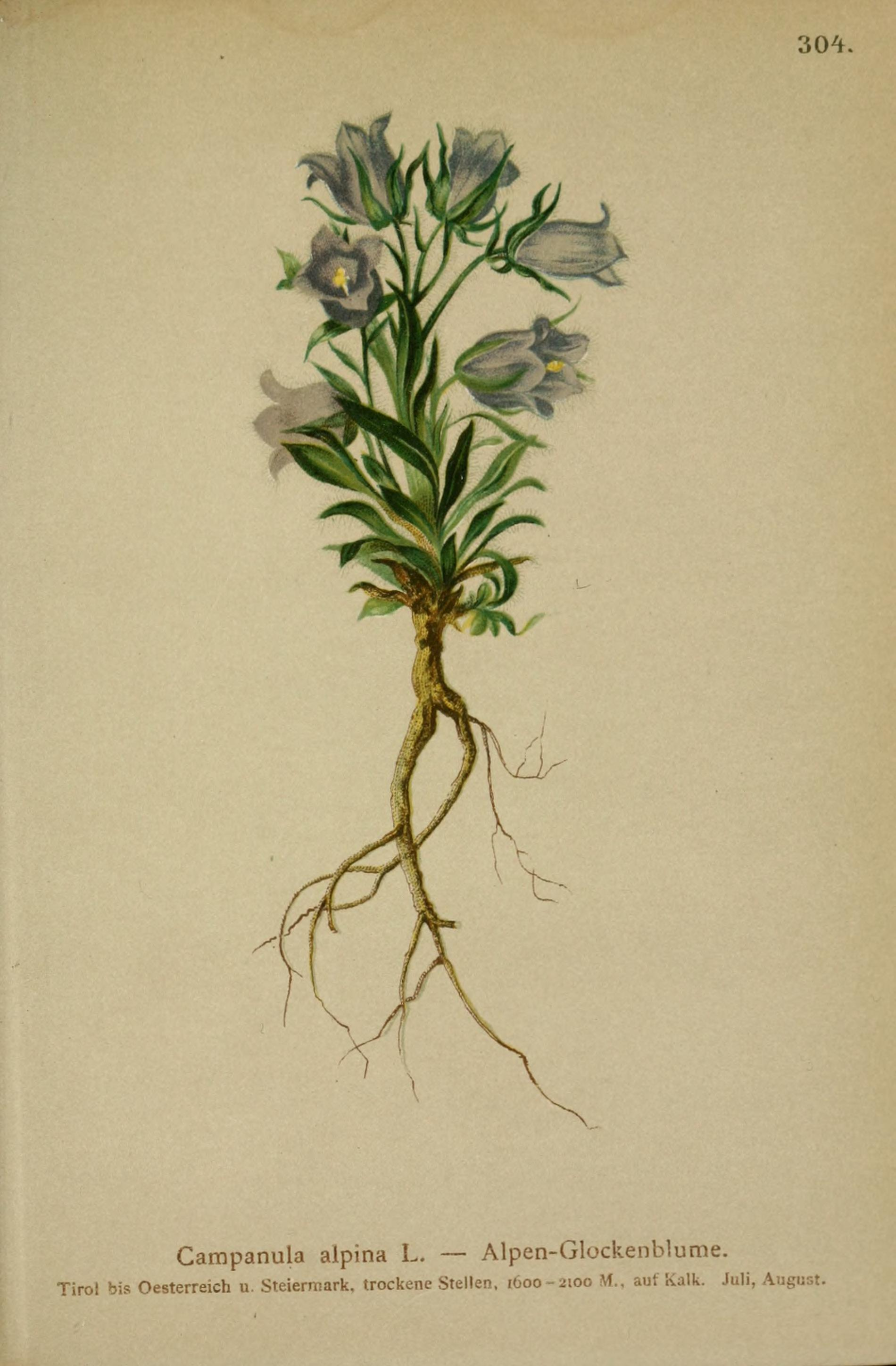
Illustration aus Atlas der Alpenflora, Tafel 304

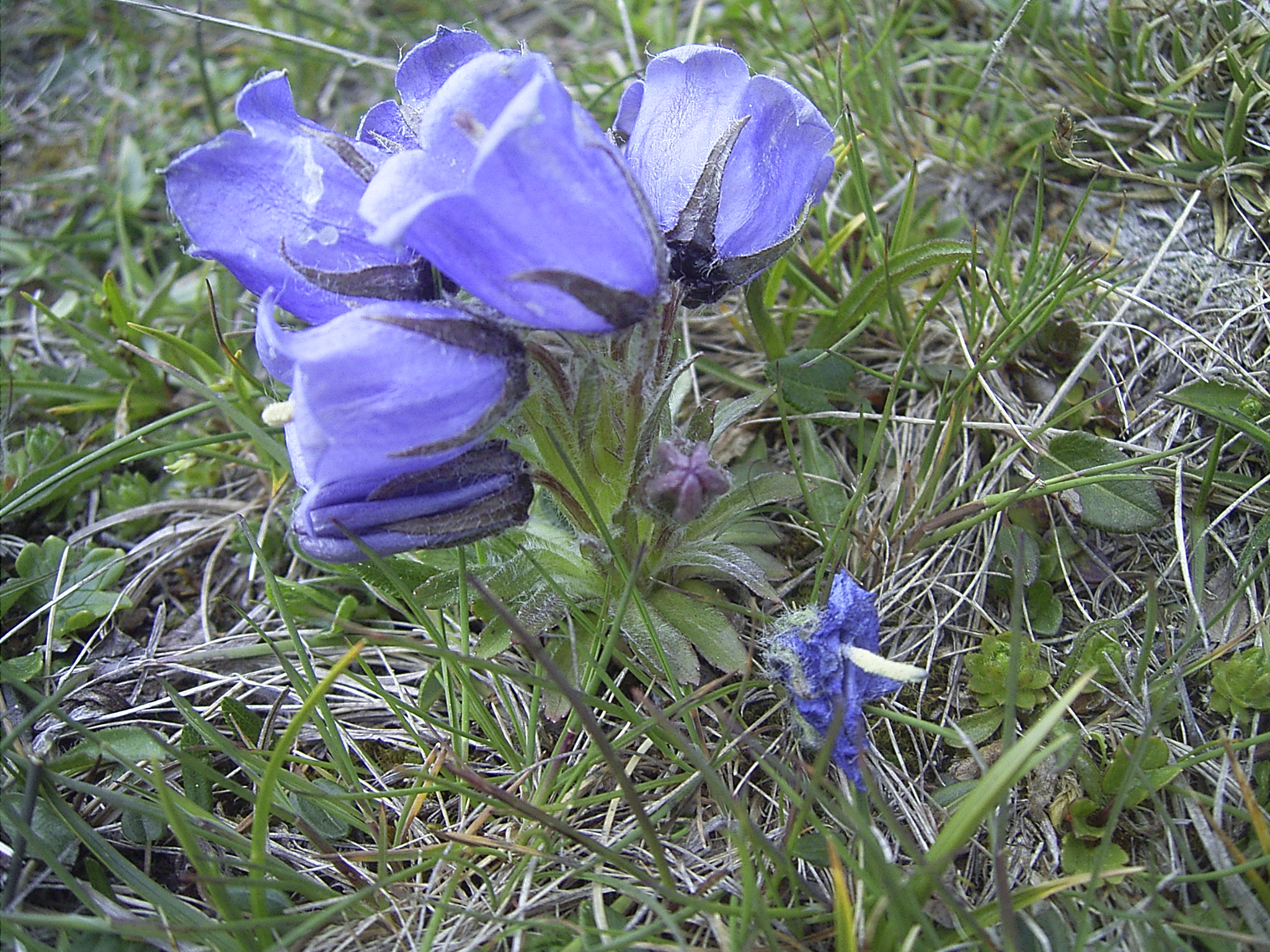
Habitus und Blüten im Habitat auf der Rax

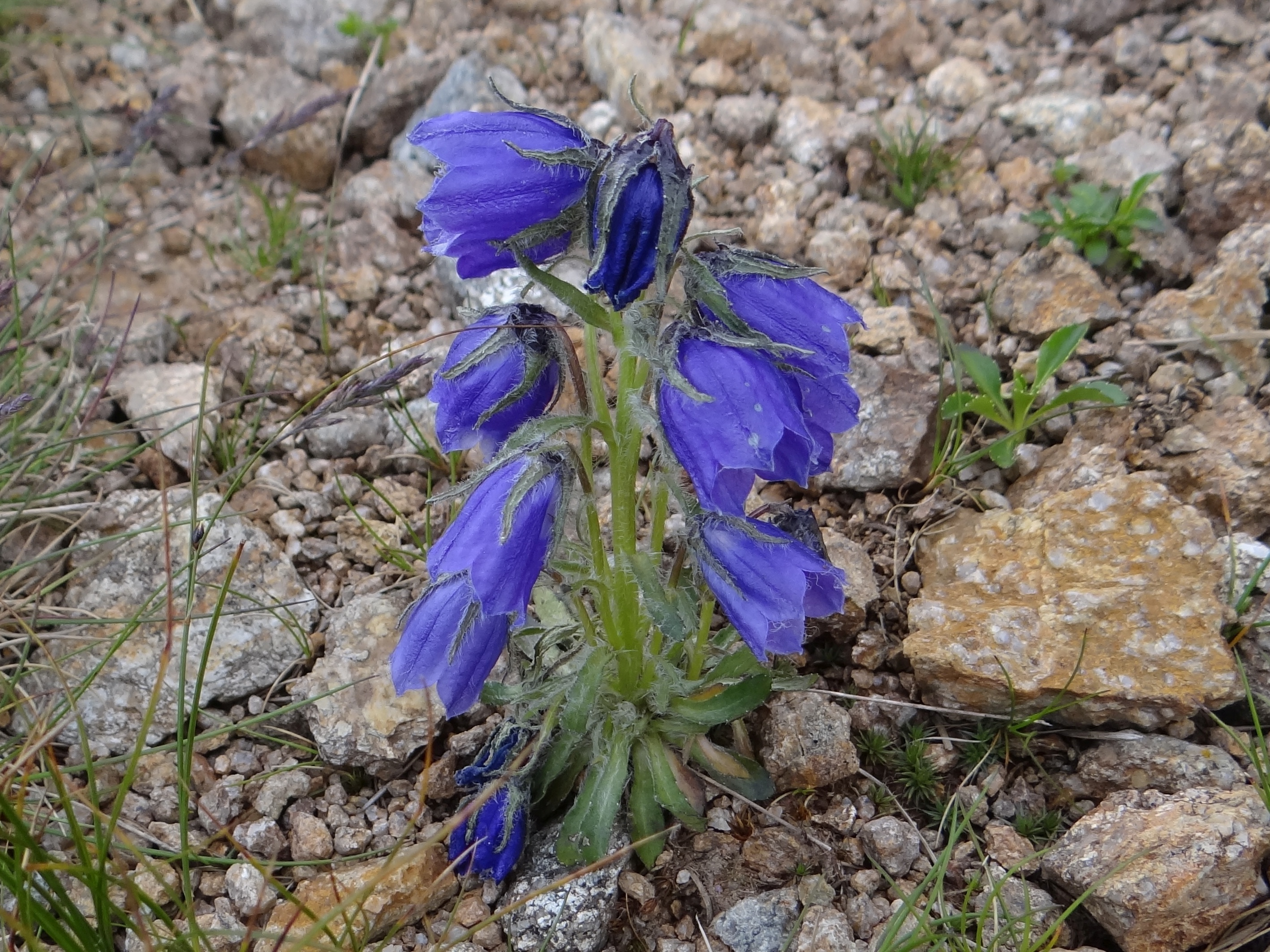
Habitus und Blüten im Habitat in der Niederen Tatra, Slowakei

### Vegetative Merkmale
Die Alpen-Glockenblume wächst als ausdauernde krautige Pflanze und erreicht Wuchshöhen von meist 5 bis 15, (2,7 bis zu 28) Zentimetern. Sie bildet durch gedrungene Rhizome, aber ohne Ausläufer, Horste. Die oberirdischen Pflanzenteile sind wollig-zottig behaart. Die selbständig aufrechten Stängel sind einfach bis reich verzweigt. Die Verzweigungen liegen dem Hauptstängel fast an und dadurch ergibt sich ein kompakter Wuchs. Es sind nur sehr selten an einem Exemplar weitere Stängel vorhanden (bei Campanula orbelica sind oft mehrere Stängel vorhanden).
Die Laubblätter stehen dicht in einer grundständigen Rosette zusammen und sind wechselständig am Stängel verteilt. Die wollig behaarten Grundblätter weisen manchmal einen kaum differenzierten Blattstiel auf. Ihre Blattspreiten sind bei einer Länge von 8 bis 73 Millimetern sowie einer Breite von 1,5 bis 8 Millimetern spatelförmig, verkehrt-lanzettlich bis linealisch mit fein gekerbten Rand. Die sitzenden Stängelblätter sind bandförmig.

### Generative Merkmale
Die Blütezeit reicht von Juli bis August. Der oft bis zur Stängelbasis reichende, traubige Blütenstand enthält selten zwei bis sechs, meist bis zwanzig Blüten und beginnt meist schon knapp über dem Boden. Die mittleren Tragblätter sind 9 bis 67 Millimeter lang sowie 0,6 bis 4 Millimeter breit. Die Blüten sind lang gestielt und nickend.
Die zwittrigen Blüten sind radiärsymmetrisch und fünfzählig mit doppelter Blütenhülle. Die fünf zottig behaarten Kelchzipfel sind mit einer Länge von 8 bis 20 Millimetern meist deutlich länger als die halbe Krone sowie einer Breite von 1,5 bis 3,5 Millimetern linealisch mit lang-zugespitztem oberen Ende. Die zurückgeschlagenen Anhängsel zwischen den Kelchzipfeln (in den Kelchbuchten) sind mit einer Länge von 0,3 bis 2,7 Millimetern zungenförmig und schmaler als die Hälfte der Breite der Kelchzähne (an der breitesten Stelle gemessen). In der Form der Anhängsel unterscheiden sich Campanula alpina und Campanula orbelica deutlich. Die fünf meist mehr oder weniger hellblauen Kronblätter sind zu einer 15 bis 24 Millimeter langen glockenförmigen Krone verwachsen. Der Rand der Krone ist wollig zottig behaart.
Es werden Kapselfrüchte gebildet. Die Samen sind abgeflacht, eiförmig und schmal geflügelt.
Die Chromosomengrundzahl beträgt x = 17; es liegt Diploidie mit einer Chromosomenzahl von 2n = 34 vor.

## Ökologie
Bei der Alpen-Glockenblume handelt es sich um einen mesomorphen Hemikryptophyten und eine Halbrosettenpflanze.
Blütenökologisch handelt es sich um „Glockenblumen mit klebrigem Pollen“. Es liegt ausgeprägte Protandrie vor, die Blüten sind während der Anthese zuerst männlich, später weiblich, ohne Überlappungszeit der Geschlechter. Die Bestäubung erfolgt meist durch Bienen-Arten, es kommt auch Selbstbestäubung vor.
Die Diasporen sind die Samen.

## Vorkommen und Gefährdung
Die Alpen-Glockenblume ist ein ostalpides Florenelement. Sie kommt in den Alpen und in den Karpaten vor.
In Österreich kommt sie häufig bis selten in Niederösterreich, Oberösterreich, Steiermark, Kärnten und Salzburg vor.
In Deutschland kommt sie in den östlichen Alpen zerstreut und in den Berchtesgadener Alpen verbreitet vor. Für Deutschland wurde sie der Roten Liste der gefährdeten Pflanzenarten als nicht gefährdet bewertet, in Bayern ist sie in Kategorie 4 = „potentiell gefährdet“ eingeordnet.
In den Alpen ist sie in der subalpinen bis alpinen Höhenstufe verbreitet. Ihre Vorkommen liegen in Mitteleuropa zwischen 1200 und 2300 Meter Meereshöhe. Sie kommt auch über Kalkstein vor. Die Alpen-Glockenblume gedeiht am besten auf eher sauren Böden, sie kommt aber auch auf kalkhaltigen Böden vor. Standorte sind meist Magerrasen und Zwergstrauchheiden. Sie ist eine Charakterart des Verbandes Nardion.
Die Zeigerwerte nach Ellenberg sind: Lichtzahl 7 = Halblichtpflanze, Temperaturzahl 2 = Kälte- bis Kühlezeiger, Kontinentalitätszahl 4 = gemäßigtes Seeklima zeigend, Feuchtezahl 5 = Frischezeiger, Feuchtewechsel keinen Wechsel der Feuchte zeigend, Reaktionszahl 4 = Säure- bis Mäßigsäurezeiger, Stickstoffzahl 2 = ausgesprochene Stickstoffarmut bis Stickstoffarmut zeigend, Salzzahl 0 = nicht salzertragend, sie ist nicht schwermetallresistent.

## Systematik
Die Erstveröffentlichung von Campanula alpina erfolgte 1762 durch Nikolaus Joseph Freiherr von Jacquin in Enumeratio Stirpium Pleraumque, quae sponte crescunt in agro Vindobonensi, 36, Seite 210. Als Lektotypus wurde der einzige Herbarbeleg dieser Art aus Jacquin’s Hauptsammlung in der Botanischen Abteilung des Naturhistorischen Museum Wien festgelegt. Das Artepitheton bedeutet „aus den Alpen“. Synonyme für Campanula alpina Jacq. sind: Marianthemum alpinum (Jacq.) Schur, Campanula macrorhiza var. polycaulis Vuk. nom. superfl., Campanula haynaldii Szontágh, Campanula ciblesii Prodan, Campanula alpina var. albiflora Schur, Campanula alpina var. calyculata Schur, Campanula alpina var. frigida Schur, Campanula alpina var. haynaldii (Szontágh) Nyman. Subtaxa werden keine akzeptiert.
Die Bestände auf der Balkanhalbinsel, die bis Ronikier und Zalewska-Galosz 2014 auch bei Campanula alpina s. l. eingeordnet waren, gehören zu einer eigenen Art Campanula orbelica Pančić (Syn.: Campanula alpina subsp. orbelica (Pančić) Urum.). Probennahme in vielen (39) Fundorten im Gesamtverbreitungsgebiet dieser Verwandtschaftsgruppe ergab vor allem durch AFLP und Sequenzanalyse der Chloroplasten-DNA, dass es deutlich um zwei Arten handelt. Es wurden auch alle morphogischen Merkmale von Herbarmaterial verglichen. Anhand der Tragblätter und der Anhängsel an den Kelchbuchten kann man diese beiden Arten morphologisch am deutlichsten unterscheiden.